# Doliops curculionoides
Doliops curculionoides es una especie de escarabajo del género Doliops, familia Cerambycidae. Fue descrita científicamente por Westwood en 1841.
Habita en Filipinas. Los machos y las hembras pueden medir 10,5-12,3 mm. El período de vuelo de esta especie ocurre en los meses de enero, junio, agosto, septiembre, octubre y noviembre.